# Aliella platyphylla
Aliella platyphylla là một loài thực vật có hoa trong họ Cúc. Loài này được (Maire) Qaiser & Lack mô tả khoa học đầu tiên năm 1986.